# Dąbrówka (Moskorzew)
Pour les articles homonymes, voir Dąbrówka.
Dąbrówka est une localité polonaise de la gmina de Moskorzew, située dans le powiat de Włoszczowa en voïvodie de Sainte-Croix.